# La Part des anges (téléroman)
Pour les articles homonymes, voir La Part des anges.
La Part des anges est un téléroman québécois en 52 épisodes de 45 minutes scénarisé par Sylvie Payette et diffusé entre le 8 janvier 1998 et le 2 décembre 1999 à la Télévision de Radio-Canada.

## Synopsis
Léo Paradis subit un accident vasculaire cérébral et se retrouve en transit entre le paradis et le monde réel.
Ne pouvant choisir entre la vie éternelle et le retour dans son corps, il doit vivre la vie de fantôme en observant ses proches à qui il a légué son hôtel pour que ceux-ci vivent ensemble sous le même toit.
Dans sa quête pour trouver la lumière, il sera épaulé par trois anges gardiens.

## Fiche technique
- Scénariste : Sylvie Payette
- Réalisation : Stephan Joly et Richard Lalumière
- Société de production : Productions Point de mire

## Distribution
- Michel Dumont : Léo Paradis
- France Castel : Marie Tourangeau
- Élise Guilbault : Patricia Paradis
- Benoît Gouin : Jean Paradis
- Josée Deschênes : Florence Paradis
- Vincent Graton : Jérôme Paradis
- Geneviève Angers : Isabelle Paradis
- Andrée Boucher : Rita Paradis
- Marie-Renée Patry : Térésa St-Pierre
- Maude Guérin : Lucie Jobin
- Isabelle Cyr : Isabelle Morin, dite Charlie
- Norman Helms : Thomas Dansereau
- Karim Toupin-Chaieb : Witan
- Mélissa Désormeaux-Poulin : Camille Dansereau
- Louis-Philippe Davignon-Daigneault : Nicolas Paradis
- Marilys Ducharme : Iseult Paradis-Anselme
- Mario Saint-Amand : Philippe Bernard
- Margot Campbell : Gisèle Prud'homme
- Patricia Tulasne : Catherine Mirand
- François Guy : Mario Ostiguy
- Sonia Benezra : Hérane
- Henri Pardo : Marcus Anselme
- Tobie Pelletier : William Mitchell
- François Tassé : Napoléon Lagacé
- Françoise Faucher : Christale Lumière
- Marcel Sabourin : Joachim Brodeur
- Benoît Girard : Pierre Bernard
- Kathleen Timmony : Indiana
- Andreas Apergis : Steve Bardo
- Yan England : Karim
- Roger La Rue : Cookie
- Marie Tifo : Rose Paradis
- Diane St-Jacques : Mme Lemay
- Gisèle Trépanier : Thérèse Giroux